# Niels Petersen
Niels Knudsen Petersen, född 12 juli 1885, död 29 augusti 1961, var en dansk gymnast.
Petersen tävlade för Danmark vid olympiska sommarspelen 1906 i Aten, där han var med och tog silver i lagtävlingen i gymnastik. Vid olympiska sommarspelen 1908 i London var Petersen en del av Danmarks lag som slutade på fjärde plats i lagmångkampen.
Vid olympiska sommarspelen 1912 i Stockholm var Petersen med och tog brons i lagtävlingen i fritt system. Han tävlade även i den individuella mångkampen, där det blev en 34:e plats.